# Tit Anni Lusc (cònsol 128 aC)
Tit Anni Lusc (llatí: Titus Annius T. f. T. n. Luscus) va ser un magistrat romà probablement fill de Tit Anni Lusc.
És mencionat als Fasti Capitolini com a cònsol per l'any 128 aC. Allí es diu que va utilitzar el cognom de Rufus (llatí: Titus Annius Rufus) amb el qual apareix generalment a les llistes de cònsols.